# Philematium
Philematium is een kevergeslacht uit de familie van de boktorren (Cerambycidae). De wetenschappelijke naam van het geslacht werd voor het eerst geldig gepubliceerd in 1864 door Thomson.

## Soorten
Philematium omvat de volgende soorten:
- Philematium astaboricum (Thomson, 1861)
- Philematium calcaratum (Chevrolat, 1856)
- Philematium currori (White, 1853)
- Philematium femorale (Olivier, 1790)
- Philematium festivum (Fabricius, 1775)
- Philematium ghesquierei Lepesme, 1948
- Philematium greeffi Karsch, 1881
- Philematium lamottei (Lepesme & Breuning, 1952)
- Philematium longiceps Jordan, 1894
- Philematium rugosum Hintz, 1919
- Philematium swahili Juhel, 2011
- Philematium virens (Linnaeus, 1758)